# Australian Transport Safety Bureau

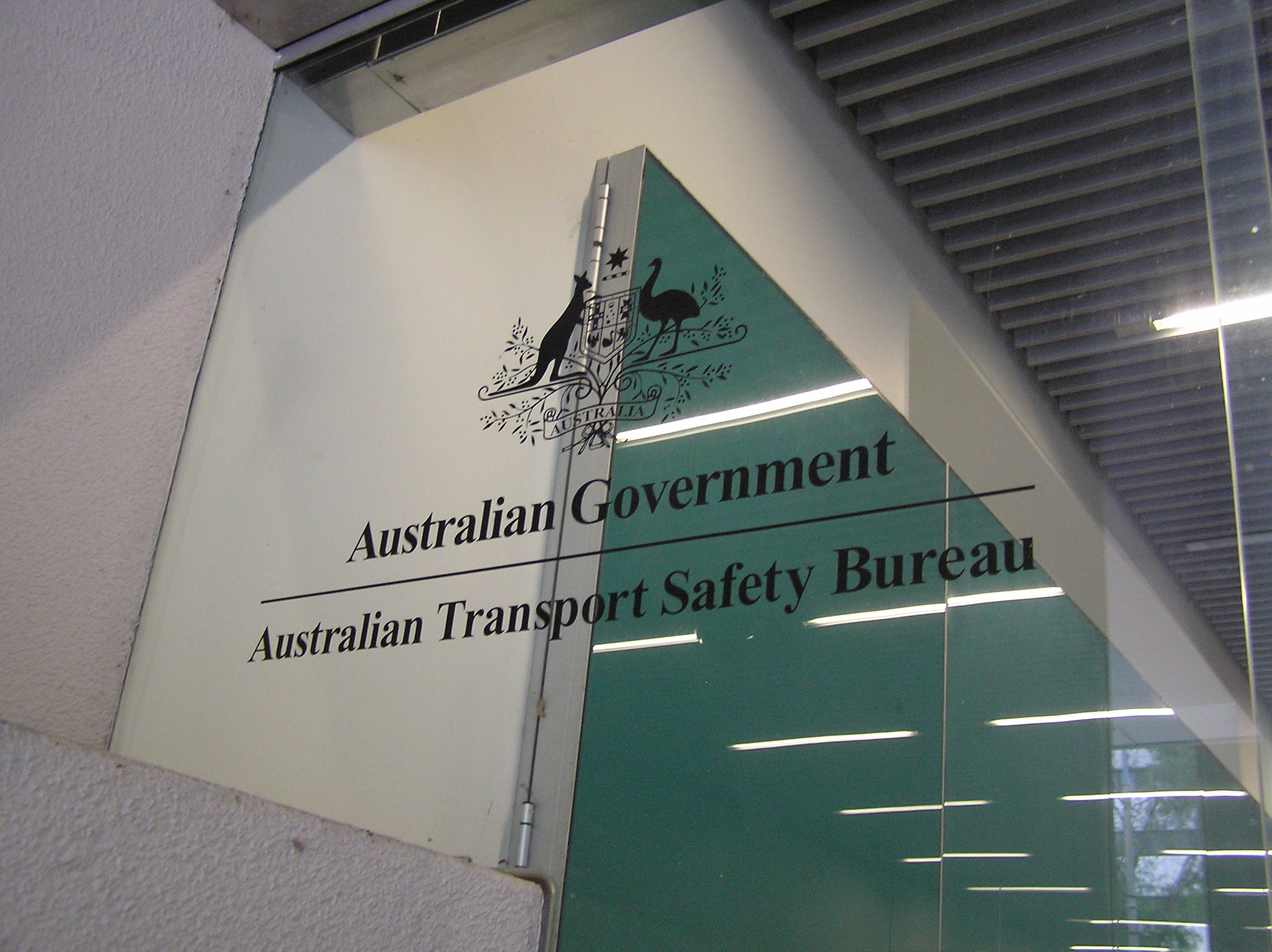
Der Sitz von ATSB

Das Australian Transport Safety Bureau (ATSB; deutsch Australische Transportsicherheitsbehörde) ist eine australische Behörde, die für die Untersuchung von Unfällen des zivilen Transportwesens (Eisenbahn, Luftfahrt, Schifffahrt, Straßenverkehr), für die statistische Erfassung solcher Unfälle und für deren Verhütung zuständig ist. Im Geschäftsbereich des Ministeriums für Infrastruktur, Transport und Regionale Wirtschaft und Verwaltung (Minister Anthony Albanese) ist die unabhängige Behörde im Geschäftsbereich der „Transport Policy Division“ seit  Juli 1999 angesiedelt.
Rechtsgrundlage für das Tätigwerden der Behörde ist das Gesetz Transport Safety Investigation Act von 2003 (TSI Act).